# Kirk Kerkorian

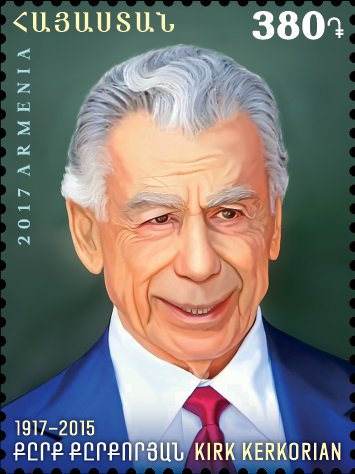
Podobizna Kirka Kerkoriana na ormiańskim znaczku pocztowym (2017)

Kirk Kerkorian (ur. 6 czerwca 1917 we Fresno, zm. 15 czerwca 2015 w Beverly Hills) – amerykański Ormianin, multimiliarder z Nevady, przewodniczący korporacji Tracinda Corporation z siedzibą w Beverly Hills w stanie Kalifornia.
Kerkorian dorobił się majątku w Las Vegas, gdzie nazywany był "Ojcem Megakasyn". W 2007 zajmował 7. miejsce na liście najbogatszych Amerykanów.